# Trondenes prosteri

Prosterier i Nord-Hålogalands stift. Det ljuslila området på kartan är Trondenes prosteri.

Trondenes prosteri (norska: Trondenes prosti) är ett kontrakt (prosteri, norska: prosti) i Nord-Hålogalands stift inom Norska kyrkan. Kontraktet omfattar kommunerna Gratangen, Harstad, Ibestad, Kvæfjord och Tjeldsund i Troms fylke i norra Norge.
Prosten har sitt säte i Harstad.

## Socknar
Trondenes prosteri består av 13 socknar (norska: sokn eller sogn):
- Andørja socken
- Astafjords socken
- Gratangens socken
- Harstads socken
- Ibestads socken
- Kanebogens socken
- Kvæfjords socken
- Sandtorgs socken
- Skånlands socken
- Tjeldsunds socken
- Toviks socken
- Trondenes socken
- Vågsfjords socken